# Actinoscirpus
Actinoscirpus, monotipski biljni rod u porodici šiljovki, dio reda travolike. Opisan je 1971. Jedina je vrsta A. grossus iz tropske i suptropske Azije i Australije
Nekada je uključivana i u druge rodove porodice šiljovki, a bazionim joj je Scirpus grossus.
Višegodišnja je biljka, koja naraste do dva metra visine. U Aziji je poznata pod više vernakularnih naziva, a tamošnjim stanovnicima služi za izradu prostirki, konopa, tepiha, košara i sličnog. Ima i ljekovita svojstva.

## Sinonimi
- Hymenochaeta grossa (L.f.) Nees
- Schoenoplectus grossus (L.f.) Palla
- Scirpus grossus L.f.